# Sietas Typ 54
Der Typ 54 ist ein Containerschiffstyp der Sietas-Werft in Hamburg-Neuenfelde, von dem im Jahr 1967 zwei Einheiten entstanden sind.

## Geschichte
Die zwei Schiffe wurden von den Reedereien Jonny Winter aus Hamburg-Neuenfelde und Arnold Becker aus Königreich in Auftrag gegeben, um sie langfristig an die irische Bell Lines zu verchartern. Das Typschiff Anke lief am 14. Februar 1967 vom Stapel und wurde am 15. März 1967 mit dem Namen Bell Venture von der Werft abgeliefert. Die Ablieferung des zweiten Schiffs, das seinen Stapellauf am 8. März 1967 als Bernd Becker hatte, erfolgte am 2. April 1967 mit dem Namen Bell Valiant. Beide Einheiten kamen zunächst gemeinsam mit dem ein Jahr zuvor gebauten Containerschiff Bell Vanguard im Liniendienst zwischen Waterford (Irland) und Rotterdam-Rozenburg (Niederlande) zum Einsatz. Nach Ende der Bell-Lines-Vercharterungen liefen sie ab 1977 als Linde und Bernd Becker auf verschiedenen europäischen Zubringerdiensten.
Die 1977 von der Reederei Heino Winter übernommene Linde ging im Folgejahr an die Reederei Walter Grages in Glückstadt, die sie 1985 an die Reederei Karl Engel in Schneverdingen veräußerte. Im Mai 1993 wurde sie in die USA verkauft und als Stephanie mit Heimathafen Kingstown in St. Vincent und den Grenadinen registriert. Nach weiteren Eignerwechsel und Umbenennungen fuhr das nachträglich mit zwei Mobilkränen ausgerüstete Schiff zuletzt ab 2004 als Precision Express unter kambodschanischer Flagge in der Karibik. Es wurde 2011 aus dem Lloyd’s Register gestrichen.
Das zweite Schiff, die Bernd Becker, wurde 1982 an die Reederei Martin Spaleck in Schneverdingen verkauft und daraufhin in Kormoran umbenannt. Am 8. Dezember 1986 brach auf einer Containerfahrt von Antwerpen nach Hull auf Position 52.15°N, 02.30°E ein Brand im Maschinenraum aus. Das Schiff ging nahe Lowestoft vor Anker, wo das Feuer auf das Deckshaus übersprang. Die Kormoran wurde am nächsten Tag nach Vlissingen geschleppt und dort zum Totalverlust erklärt. Der ausgebrannte Havarist traf am 27. Dezember 1986 zur Verschrottung beim Unternehmen Kerkhove Holland BV in Zwijndrecht ein.

## Technik
Die zwei Einheiten entstanden in Sektionsbauweise und basierten auf dem Typ-49-Schiff Bell Vanguard. Allerdings waren sie rund einen halben Meter breiter und besaßen eine andere Lukenaufteilung, wodurch man 74 statt 67 20-Fuß-Standardcontainer (TEU) an Bord stauen konnte. Der kastenförmige Laderaum verfügte über ein Zwischendeck und hatte einen Rauminhalt von 2661 m³ (2480 m³ Ballenraum). Die Abmessung der vorderen Luke betrug 12,60 m × 7,80 m. Die beiden hinteren Luken waren jeweils 12,60 m × 10,40 m groß. Ausgerüstet waren die Schiffe mit Lukendeckeln des Herstellers MacGregor.
Der Typ 54 hatte eine Gesamtlänge von 74,43 m (66,86 m Lpp, 70,48 m registrierte Länge) und eine Breite von 13,03 m. Die Höhe vom Kiel bis zum Hauptdeck betrug 5,90 m, der maximale Tiefgang 3,61 m. Beide Schiffe waren bei Ablieferung mit 499 BRT und 1.153 dwt vermessen worden. Im Jahr 1995 erfolgte eine Neuvermessung der Stephanie (ehemals Anke) mit 1.240 BRZ, 1.186 dwt und 74,66 m Lüa. Die Anke wurde von einem 1.400 PS leistenden Achtzylinder-Viertakt-Dieselmotor des Herstellers Atlas-MaK angetrieben, der über ein Untersetzungsgetriebe auf einen Festpropeller wirkte. Die Bernd Becker besaß einen baugleichen Dieselmotor des Herstellers Klöckner-Humboldt-Deutz (KHD) mit 1.500 PS Leistung.

## Die Schiffe
| Sietas Typ 54 | Sietas Typ 54 | Sietas Typ 54 | Sietas Typ 54          | Sietas Typ 54                    | Sietas Typ 54 |
| Bauname       | Bau- nummer   | IMO-Nummer    | Stapellauf Ablieferung | Auftraggeber                     | Umbenennungen und Verbleib |
| ------------- | ------------- | ------------- | ---------------------- | -------------------------------- | --- |
| Anke          | 597           | 6708678       | 14.02.1967 15.03.1967  | Jonny Winter, Hamburg-Neuenfelde | abgeliefert als Bell Venture → 1977 Linde → 1993 Stephanie → 5/1995 Ocean Eagle 1 → 6/1995 Sea Eagle → 1996 Viking Trader → 1998 Optimist → 1999 Pincess L → 2000 Le Printemps → 2004 Precision Express, 2012 aus dem Lloyd’s Register gelöscht                                  |
| Bernd Becker  | 609           | 6711778       | 08.03.1967 02.04.1967  | Arnold Becker, Königreich        | abgeliefert als Bell Valiant → 1977 Bernd Becker → 1982 Kormoran, am 8. Dezember 1986 Feuer im Maschinenraum auf Position 52,15°N; 02,30°E, am 27. Dezember 1986 zum Abwracken in Zwijndrecht eingetroffen und dort Anfang 1987 vom Unternehmen Kerkhove Holland BV verschrottet |